# Mimudea bryophilalis
Mimudea bryophilalis là một loài bướm đêm trong họ Crambidae.